# Чуоні
Футбольний клуб Чуоні або просто Чуоні (англ. Chuoni Football Club) — професіональний танзанійський та занзібарський футбольний клуб з Занзібару на однойменному острові. Домашні матчі проводить на стадіоні «Амаан», який вміщує 15 000 глядачів.

## Історія
Заснований у місті Унгуджа, разом з КМКМ, «М'ємбені» та «Мафунзо» виступав у занзібарській Прем'єр-лізі, проте на відміну від вище вказаних клубів, «Чуоні» жодного разу не вигравав національний чемпіонат.
Тривалий період свого існування «Чуоні» демонстрував посередні результати, виступаючи, переважно в другому та третьому дивізіонах Занзібару, допоки в сезоні 2012/13 років вони продемонстрували найкращий результат в історії клубу, не вигравши Другий дивізіон отримали путівку до Прем'єр-ліги. У Вищому дивізіоні команда одразу ж дійшла жо фіналу, в якому поступилась KMKM, який оформив «золотий дубль».
Оскільки КМКМ отримав путівку до Ліги чемпіонів КАФ 2014, то «Чуоні» отримав можливість зіграти в Кубку конфедерації КАФ 2014, в якому поступився в попередньому раунді зімбабвійському «Гоу Майн».

## Досягнення
- Прем'єр-ліга Занзібару
  -  Срібний призер (1): 2012/13

## Статистика виступів
| Сезон | Турнір                 | Раунд      | Клуб     | Вдома | На виїзді | Загалом |
| ----- | ---------------------- | ---------- | -------- | ----- | --------- | ------- |
| 2014  | Кубок конфедерації КАФ | Попередній | Гоу Майн | 1-2   | 0-4       | 1-6     |